# August der Starke (1936)
August der Starke ist ein 1935 entstandener, deutsch-polnischer Historienfilm von Paul Wegener mit Michael Bohnen in der Titelrolle. An seiner Seite übernahm Lil Dagover die weibliche Hauptrolle.

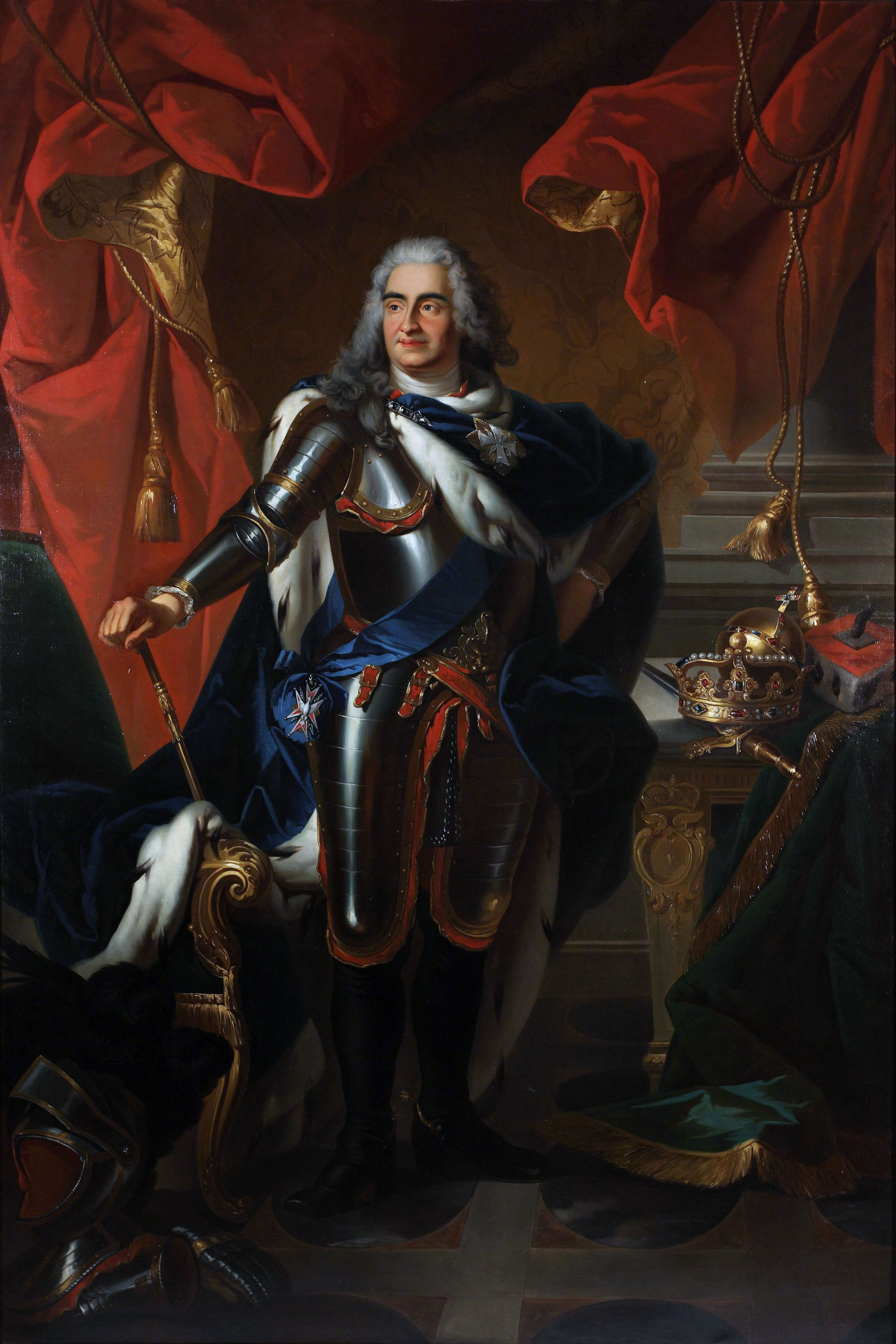
Der historische August der Starke (Gemälde von Louis de Silvestre)

## Handlung
Dresden, im ausgehenden 17. Jahrhundert. Am sächsischen Hof regiert der selbstherrliche Kurfürst August der Starke mit Prunk und Pomp; Feste und Feiern mit zahlreichen Gelagen und schönen Frauen geben den Takt an. Einzig die ständige Rivalität mit dem schwedischen König Karl XII., der wie August nach der Vorherrschaft im benachbarten Polen strebt, gibt Anlass zur Sorge. Als es heißt, dass König Karl vor den Toren Warschaus stehe, macht auch August sich sofort in Richtung polnischer Hauptstadt auf. Unterwegs lernt er die Polin Fürstin Jablonska kennen, die mit ihrer Kutsche einen Radbruch erlitten hat. In der Hoffnung auf ein erotisches Abenteuer nimmt August der Starke sie mit. Bald darauf entscheidet sich jedoch der sächsische Kurfürst in sein Schloss heimzukehren. Hier beginnt er eine Affäre mit der noch sehr jungen Gattin seines Finanzministers, die seine Geliebte werden wird und zukünftig starken Einfluss auf August ausübt. Als Gräfin Cosel schreibt sie sächsische Geschichte.
Abgelenkt von seinem amourösen Abenteuern vergisst August der Starke fast das Regieren. Dies nutzt der Schwedenkönig und rückt mit seinen Truppen gefährlich nah an die sächsische Grenze. Um den royalen Gegner einzulullen, entsendet August seine frühere Mätresse Gräfin Aurora Königsmark. Doch anders als sein Widersacher August lässt sich König Karl nicht leicht um den Finger wickeln. Diesem gelingt es sogar, heimlich in den kurfürstlichen Hof einzudringen. August der Starke erkennt ihn jedoch, und da beide hochadelige Gentlemen sind, kommt es nicht zu einem Zweikampf, sondern August geleitet vielmehr seinen Gegner höflich bis ans Tor, um ihn mit Stil hinauszuwerfen. Karl von Schweden entscheidet sich daraufhin, mit seinen Truppen lieber gegen Russland und dessen Zar Peter zu ziehen. In der Schlacht von Poltawa (1709) erleidet der schwedische Monarch eine empfindliche Niederlage gegen die Russen. August der Starke, der zwischenzeitlich (1697 bis 1704) auch König von Polen war, ehe ihn Karl dieser Würde beraubt hatte, glaubt nun, eine neue Chance um die polnische Königskrone bekommen zu haben.
August der Starke benötigt jedoch dafür eine beträchtliche Finanzspritze, die er vom benachbarten Preußen zu bekommen hofft. Aus diesem Grund entsendet er seine Vertraute Gräfin Cosel, die jedoch ein doppeltes Spiel spielt. Als August davon erfährt, lässt er sie verhaften. In Krakau wird August zum zweiten Mal zum polnischen König gekrönt, doch lange währt die Freude darüber nicht. Er ist alt und krank geworden, und die Kräfte des einst „Starken“ schwinden. Weder kann er, wie vor langer Zeit, als er seinen Spitznamen erhalten hatte, ein Hufeisen mit bloßer Hand verbiegen, noch taugen seine legendären Liebeskräfte noch etwas. Als sein Ende naht, spielt jemand in der Schlosskapelle die h-Moll-Messe von Johann Sebastian Bach. Dann stirbt der alte Schwerenöter in Warschau. Sächsische Kavalleristen bringen das zuvor entnommene Herz August des Starken, um es von Polen nach Dresden heimzuführen.

## Produktionsnotizen
Die Dreharbeiten zu August der Starke fanden zwischen Mitte November und Mitte Dezember 1935 in Berlin-Grunewald statt, Außenaufnahmen wurden auch in Polen angefertigt. Die Weltpremiere war am 17. Januar 1936 in Dresden, zu der auch der polnische Botschafter in Berlin, Józef Lipski, anreiste. In Berlin lief August der Starke am 27. März 1936 im Capitol-Kino an. In Österreich wurde der Film ab Mai 1936 unter dem Titel Der galante König gezeigt, die polnische Fassung des Streifens hieß August Mocny und wurde von Stanislaw Wasylewski inszeniert. 
Produzent Curt Hänsel übernahm auch die Produktionsleitung. Karl Machus und Ludwig Reiber gestalteten die umfangreichen Filmbauten, die Kostüme entwarf Eleanor Behm. Adolf Jansen kümmerte sich um den Ton. Komponist Hans Erdmann verwendete für seine Komposition auch ein Stück von Johann Sebastian Bach (Hohe Messe in h-Moll). Herbert Tjadens verfasste die Dialoge zu Rolf Meyers Drehbuch.

## Wissenswertes
August der Starke war die erste deutsch-polnische Gemeinschaftsproduktion im Dritten Reich und sollte für eine vorübergehende Verbesserung der deutsch-polnischen Beziehungen sorgen. Dies war, neben Carl Boeses Abenteuer in Warschau (1937), einer weiteren deutsch-polnischen Co-Produktion, der einzige Spielfilm, den der einstige Schauspieler und nunmehrige Kultur- und Dokumentarfilmproduzent Curt Hänsel (Jahrgang 1895) von der Nerthus-Film herstellte. 

## Kritiken
Bei der österreichischen Premiere Ende Mai 1936 hieß es in Wiens Der Tag: „Der Film, der das Schwanken des Königs darstellt zwischen Polen und Sachsen, zwischen Frauen und Pomp einerseits und Pflicht andererseits, wurde von Paul Wegener sauber, ja mit hohem künstlerischen Sinn inszeniert, die musische Welt des Dresdner Schlosses und die Welt des Krieges, die Welt des Gegners August des Starken, Karl XII. von Schweden, sind wirkungsvoll kontrastiert.“
Das Neue Wiener Tagblatt sah im Leben von August dem Starken einen perfekten Filmstoff, der reich an lebensprallen Ereignissen stecke und befand: „Dem Autor und Regisseur bleibt nur die Aufgabe, aus diesem Stoff eine Figur und Handlung zu schaffen, die bei allem abwechslungsreichem, schmückenden Beiwerk nicht die großen Linien und Formen vermissen läßt, die ein ordentliches Stück braucht. Das ist der Fehler dieses Films: Er versinkt in der Fülle der Einzelheiten, er besteht aus lauter Episödchen, … er wimmelt von Gestalten, von denen kaum wirklich eine Gestalt annimmt. (…) Und dann bleibt Michael Bohnen als August der Starke in Erinnerung, aber nur, weil es Michael Bohnen ist, nicht, weil die Rolle so stark ist. Besonders als alter Mann, zwischen Hofnarr und Wirtstöchterchen, findet Bühnen menschlich packende Töne und Gesten. (…) Aber auch Regisseur Paul Wegener hat aus dem galanten König nicht jenen August, den Starken, gemacht, den das Drehbuch schuldig blieb.“
Das Kino-Journal schreibt: „August der Starke … hat mit dem historischen Kurfürsten, der nach der polnischen Krone strebt, in diesem Film wenig Gemeinsamkeit. Hier wird ein Sachsenkönig gezeigt, der mehr Sinn für künstlerische Feste, für schöne Künste und vor allem für schöne Frauen hat. Selbst zu den schwierigsten politischen Fragen zieht er die Frauen heran, sei es auch nur, um seine Gegner gefügig zu machen. Das ausgelassene Treiben der damaligen Epoche am sächsischen und polnischen Hofe wird in pompösen Aufnahmen gezeigt. (…) Michael Bohnen gibt den kraftstrotzenden Großfürsten durch seine schauspielerische Leistung viel Persönlichkeit.“